# Xoanon

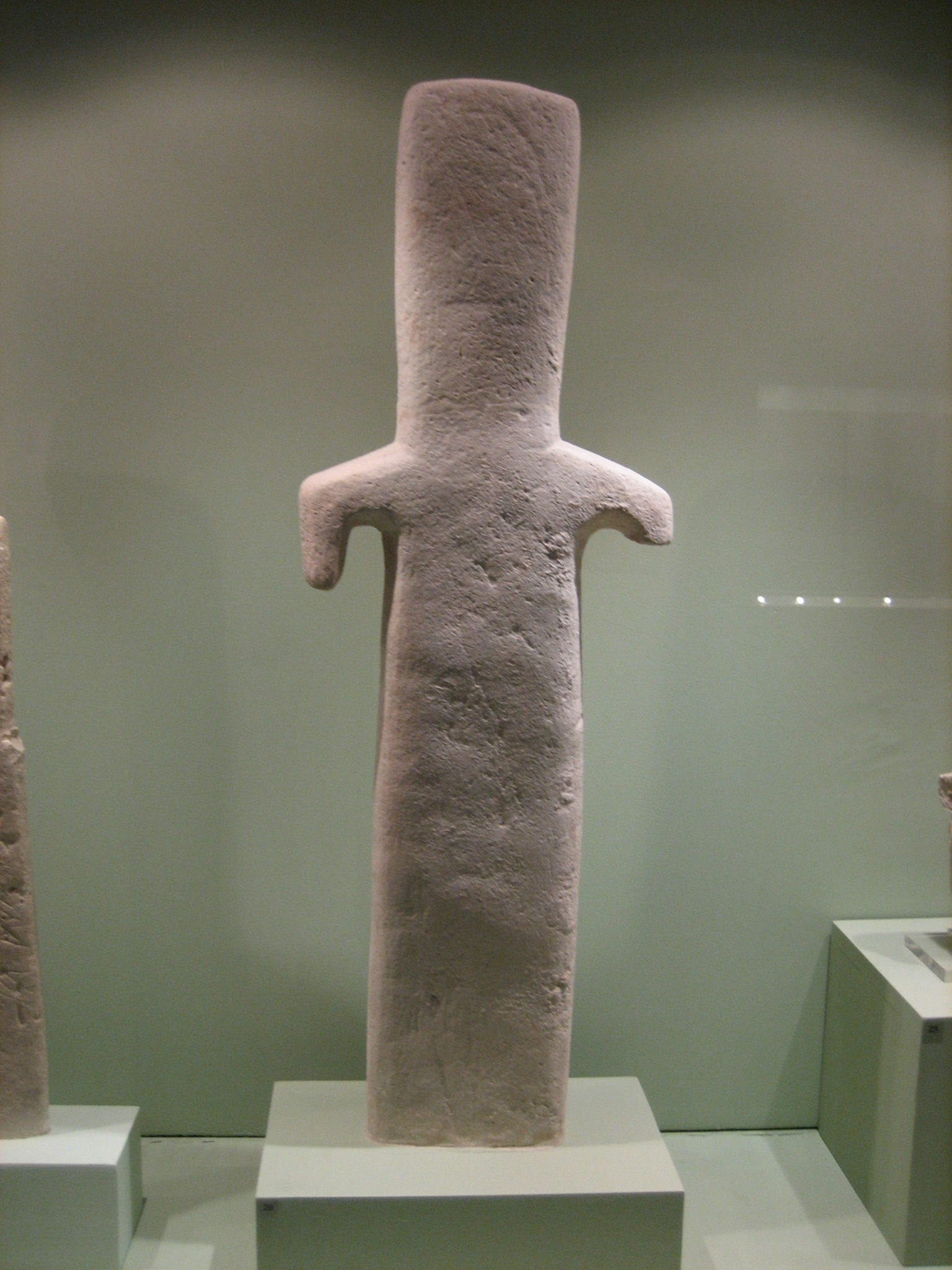
Xoanon

Xoanon var en typ av kultstaty bestående av en platt silhuettbild av trä, ofta i mänsklig storlek, som användes i det antika Grekland som representant för en gudom. Dessa kunde kläs i kläder och användes för att representera en gud eller gudinna. De var vanliga i Grekland fram till arkaisk tid, men började fasas ut och ersättas av skulpterade statyer efter 600-talet f.Kr., samtidigt som man också började uppföra tempel av sten. De kvarblev på många håll som alternativa kultbilder ännu under klassisk tid, då de associerades med Daidalos. Inga sådana träskulpturer återstår, men kopior av dem i sten finns bevarande.